# Frank Malina
Frank Joseph Malina (Brenham, 2 ottobre 1912 – Boulogne-Billancourt, 9 novembre 1981) è stato un ingegnere e pittore statunitense noto per il suo lavoro nello sviluppo della missilistica.

## Biografia

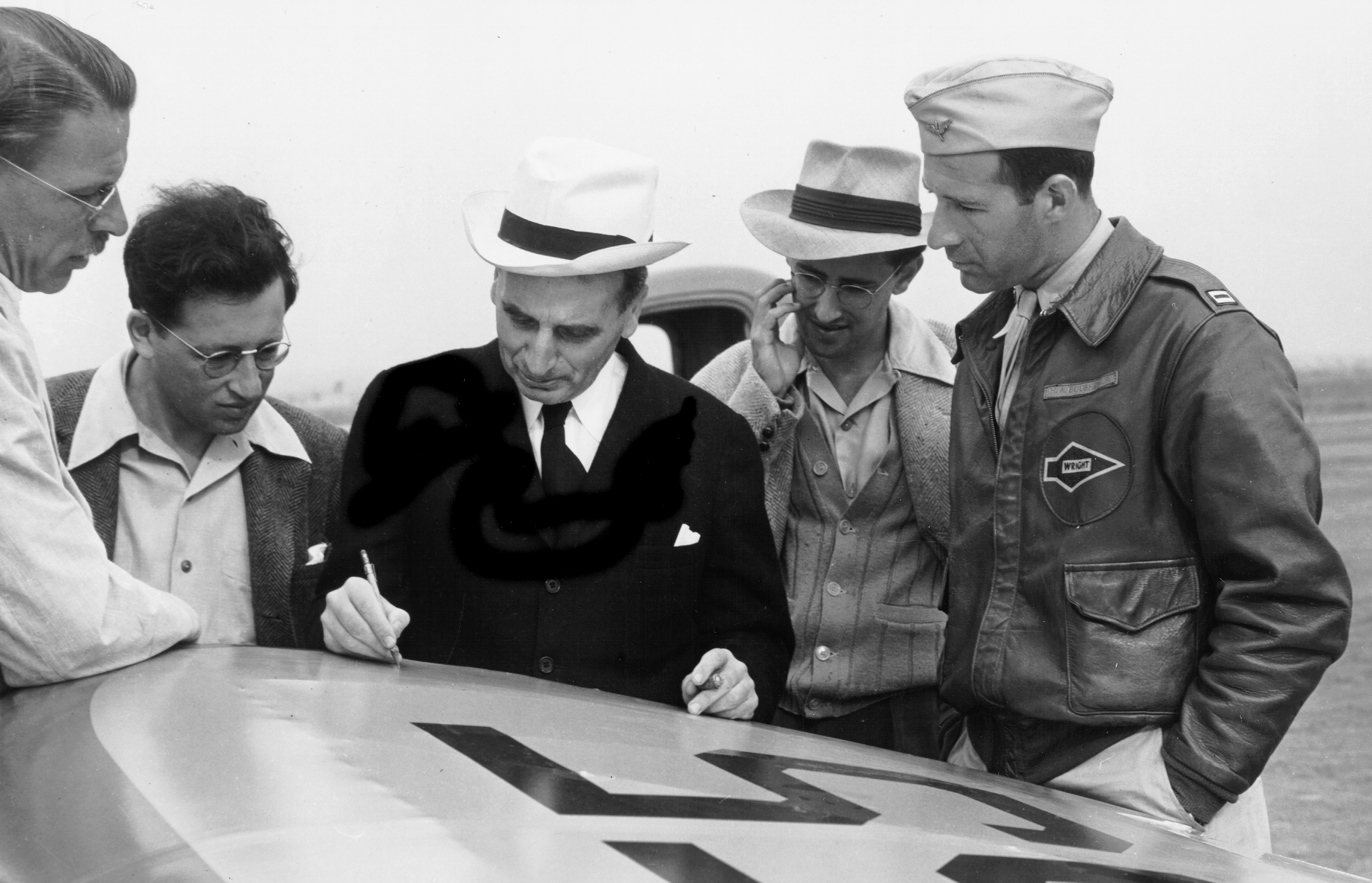
Von Kármán, al centro della scena, è affincato da Frank Malina (alla sua destra) nel 1940

Frank Malina nacque a Brenham, nel Texas, il 2 ottobre 1912. Suo padre era immigrato negli Stati Uniti dalla Boemia. Nel 1934 conseguì la laurea di primo livello in ingegneria meccanica presso la Texas A&M University. Conseguì la laurea specialistica in ingegneria aeronautica presso il California Institute of Technology (Caltech), dove successivamente conseguì anche il dottorato (nel 1940), nel corso del quale - sotto la supervisione di Theodore von Kármán - si interessò di missilistica e di propulsione a razzo, avendo come obiettivo la realizzazione di un razzo-sonda.
Malina e la sua squadra, che includeva Jack Parsons, divennero noti al Caltech come la "Squadra Suicida" (Suicide Squad) a causa dei loro pericolosi esperimenti (e fallimenti) durante le prove dei motori a razzo. Il gruppo fu obbligato a spostare le proprie attività al di fuori del campus principale dell'università, trasferendosi ad Arroyo Seco, in seguito sede del Jet Propulsion Laboratory (JPL) che Malina diresse dal 1944 al 1946 succedendo allo stesso von Kármán.
Non riuscendo a coinvolgere le industrie aeronautiche nello sviluppo dei motori a razzo, von Kármán, Malina ed altri tre studenti fondarono nel 1942 l'Aerojet Company, cui demandarono la produzione dei razzi progettati al JPL. Nel 1945 le necessità sperimentali di Malina superarono le capacità di prova presenti ad Arroyo Seco; la collaborazione con l'esercito statunitense gli permise di utilizzare White Sands Missile Range, in Nuovo Messico, dove completò la progettazione del razzo-sonda WAC Corporal - il primo razzo statunitense a superare le 50 miglia (92,6 km) di altitudine e a raggiungere lo spazio.

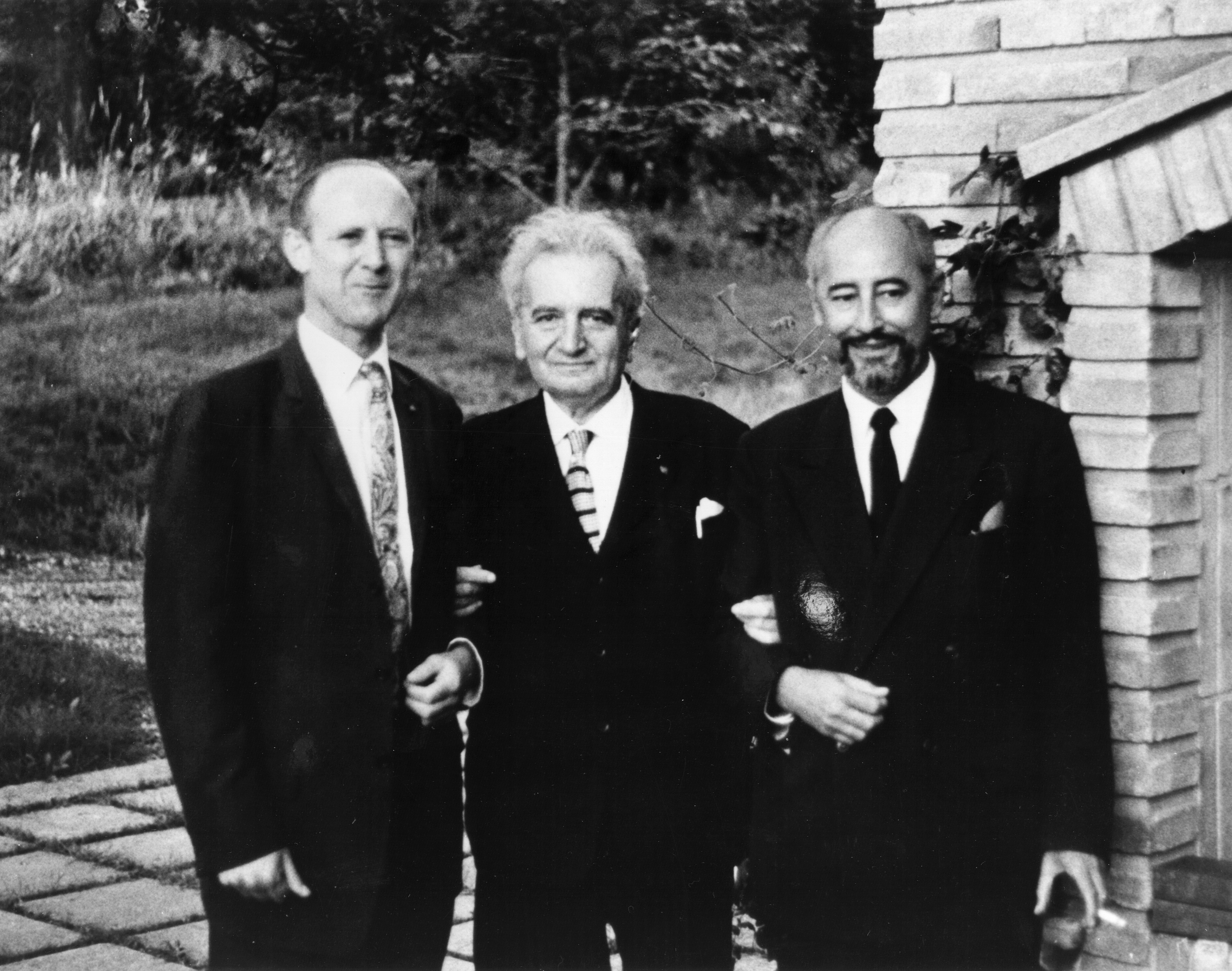
William Pickering, Theodore von Kármán e Frank Malina (le "figure chiave" del JPL), nel 1960

Durante gli anni trenta, Malina - come altri studenti - aveva simpatizzato per il partito comunista; ciò lo rese oggetto di indagini da parte dell'FBI già durante la seconda guerra mondiale. Per effetto delle persecuzioni politiche e per non collaborare attivamente allo sviluppo dei missili balistici (ICBM) che avrebbero montato testate nucleari, nel 1947 decise di trasferirsi in Francia,  dove lavorò presso l'UNESCO, sotto la direzione di Julian Huxley. Dal 1951 Malina diresse la divisione sulla ricerca scientifica dell'organizzazione, che lasciò due anni dopo per dedicarsi all'arte cinetica.
Nel 1952, all'apice della Paura rossa, Malina fu incriminato per non aver indicato la sua appartenenza al partito comunista in un questionario sulla sicurezza compilato quand'era al Caltech. Fu quindi dichiarato un fuggitivo, che avrebbe dovuto essere arrestato quando e se fosse rientrato negli Stati Uniti. Nel 1968 fondò a Parigi la rivista Leonardo, sul rapporto tra l'arte contemporanea, la scienza e le nuove tecnologie. Frank Malina è morto nel 1981 a Boulogne-Billancourt, vicino a Parigi.